# Duplo Impacto
Double Impact (br/pt: Duplo Impacto ) é um filme americano de 1991, do gênero ação, dirigido por Sheldon Lettich.

## Sinopse
Dois bebês gêmeos são separados quando seus pais são assassinados por um criminoso chinês. Anos depois, um deles, Chad, vive confortavelmente em Los Angeles, onde é professor de dança e artes marciais. O outro, Alex, após passar por muitos orfanatos na infância, tornou-se dono de um bar em Hong Kong e realiza algumas operações ilegais. Ao descobrir que possui um irmão, Chad vai a Hong Kong em busca do auxílio dele, para se vingar do homem que matou seus pais.

## Elenco principal
- Jean-Claude Van Damme .... Alex / Chad Wagner
- Geoffrey Lewis ......... Frank Avery
- Alonna Shaw ....... Danielle Wilde
- Bolo Yeung ....... Moon
- Andy Armstrong ....... Paul Wagner
- Alan Scarfe ............. Nigel Griffith
- Wu Fong Lung ........ Enfermeira chinesa
- Bolo Yeung ............ Moon
- Philip Chan ............ Raymond Zhang

## Principais prêmios e indicações
MTV Movie Awards
- Jean-Claude Van Damme foi indicado na categoria de "Homem Mais Desejado".